# Alex Van Linden
Alexandre "Alex" Van Linden (nascido em 5 de maio de 1952) é um ex-ciclista belga de ciclismo de pista.
Sua única aparição olímpica foi em Munique 1972, onde competiu na prova de perseguição por equipes de 4 km, terminando na décima segunda posição.